# Pronomis flavicolor
Pronomis flavicolor là một loài bướm đêm trong họ Crambidae.